# Look Twice
Look Twice är en eurodancegrupp från Malmö.

## Medlemmar
- Crazy G
- Vinny (Patrik Wincent)
- Imre Öze

## Diskografi

### Album
- Twice as Nice (1994)
- Happy hour (1995)
- Celebrate (1997)
- 3 Is A Crowd  (2001)

### Singlar

#### Shake That Rump (1993)
1. Shake That Rump (Radioversion)
2. Shake That Rump (Clubedit)
3. Shake That Rump (Hardgroovemix)
4. Groovy Thing

#### Slammin' Christmas (1993)
1. Slammin' Christmas
2. Chillin With Santa

#### Feel the Night (1995)
1. Feel the Night (Radiomix)
2. Feel the Night (X.Tendedmix)
3. Feel the Night (Ruze Basic Club Remix)
4. Feel the Night (Deep Control Floor Dub Remix)

#### Mr Dance & Mr Groove (2017)
1. Mr Dance & Mr Groove 2017 (Radio)
2. Mr Dance & Mr Groove 2017 (Alternative Red Radio)
3. Mr Dance & Mr Groove 2017 (Mediatrix Remix)

#### Övriga singlar
- 1994 - Good Time
- 1994 - Move That Body (med Gladys)
- 1994 - Mr Dance & Mr Groove
- 1995 - That's the Way
- 1995 - Go Away
- 1996 - Do U Wanna Boogie
- 1997 - Get Up
- 1997 - Funk You Up
- 1998 - We Will Rock You
- 2010 - Move That Body 2010
- 2011 - Fire
- 2017 - Mr Dance & Mr Groove 2017